# Rio Saudades
Saudades é um rio brasileiro do estado de Santa Catarina. Sua bacia, cuja área de drenagem é de 496 quilômetros quadrados, é uma sub-bacia da região hidrográfica RH2 – Meio Oeste, ou seja, a bacia do Chapecó. A sua nascente se situa entre os municípios de Bom Jesus do Oeste e Serra Alta, de onde percorre os municípios de Modelo, Pinhalzinho e Saudades até alcançar a sua foz no Chapecó. Tem como afluentes os rios Taipas e Bonito. Corta o núcleo urbano de Saudades, que foi projetado pela Companhia Territorial Sul Brasil em 1931, e devido a gradual expansão urbana rumo às margens do rio, tornaram-se frequentes os problemas decorrentes das enchentes de seus leitos.